# オリエンタルプラザ
オリエンタルプラザは、北海道釧路市にある飲食店ビルである。地下1階地上8階建て。2018年（平成30年）現在、カラオケボックス・居酒屋・スナック・クラブ等、約70軒の飲食店が入居している。

## 概要

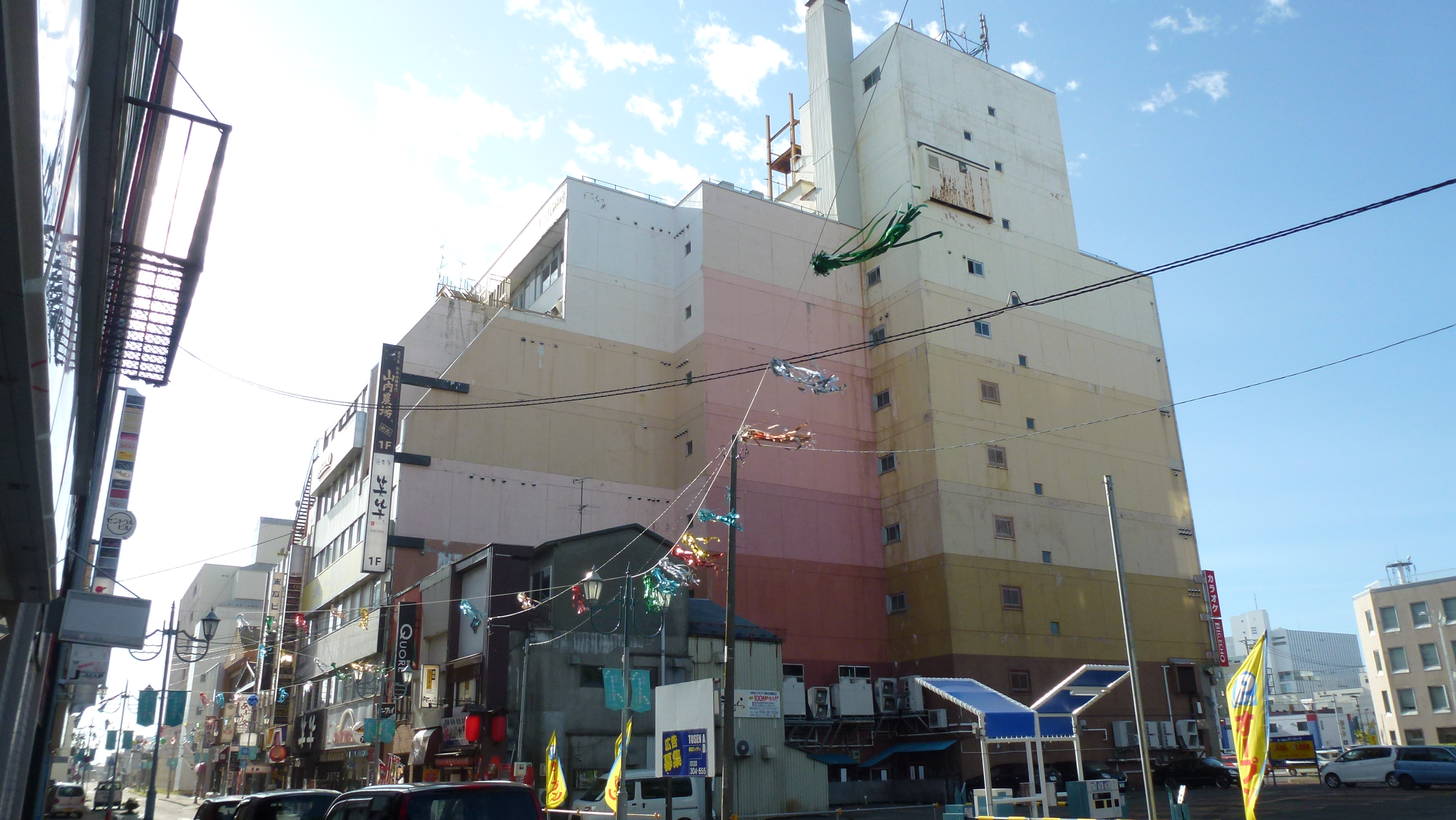
飲食店ビル「オリエンタルプラザ」建物（南東側）

元々はオリエンタルデパートという三井グループの経営する百貨店だった、更にそれ以前は、映画館「オペラ座」およびトキワレストラン先々代店舗ビルが建っていた。
2005年（平成17年）5月、歓楽街活性化キャンペーンとしてオリエンタルプラザのビル全体を会場としたイベントを開催。全国的にも類のない試みであり市民の話題になっていると地元紙によって紹介された。また、同年10月には歓楽街から不当な暴力行為を追放する目的で、釧路署管内で初めて「暴力排除ビル」宣言を行った。
2017年（平成29年）10月24日に公表された釧路市内の建築物耐震診断において、震度6強から7程度の地震によって倒壊・崩壊の「危険性がある」と診断された為、2019年（令和元年）度中に改修を行う予定であることが北海道建設新聞の記事で報じられている。

## 主な入居施設
- カラオケ ビッグエコー釧路オリエンタルプラザ店（地下1階）
- 山内農場釧路末広町店（1階）[9]
- 笑笑釧路末広町店（1階）[10]
- 釧路ラウンジ「フェリス」（2階）
- 釧路ラウンジ「Eins」（8階）